# Jaguar Griff
Jaguar Griff, född 19 augusti 2019, är en fransk varmblodig travhäst. Han tränas av sin ägare Sébastien Guarato och körs av Romain Hue.
Jaguar Griff började tävla i september 2021 och inledde med en fjärdeplats och tog därefter sin första vinst i karriärens andrastart. Han har till september 2022 sprungit in 175 380 euro på 13 starter, varav 1 segrar, 5 andraplats och 4 tredjeplats. Han har tagit karriärens hittills största framgång genom andraplatsen i Critérium des 3 ans (2022). Han har även kommit på andraplats i Prix Beatrix (2022), Prix Coronis (2022) och Prix Libussa (2022), samt på tredjeplats i Prix Abel Bassigny (2022) och Prix Jacques de Vaulogé (2022).

## Statistik
| Statistik för Jaguar Griff (Ref.) | Statistik för Jaguar Griff (Ref.) | Statistik för Jaguar Griff (Ref.) | Statistik för Jaguar Griff (Ref.) | Statistik för Jaguar Griff (Ref.) | Statistik för Jaguar Griff (Ref.) |
| --------------------------------- | --------------------------------- | --------------------------------- | --------------------------------- | --------------------------------- | --------------------------------- |
| Starter                           | Placeringar                       | Startprissumma                    | Segerprocent                      | Platsprocent                      | Rekord                            |
| 13                                | 1-5-4                             | 175 380 euro                      | 8 %                               | 77 %                              | 1.12,4ak,                         |

### Starter
| Nr | Datum             | Lopp                        | Bana      | Kusk               | Tid     | Distans | Plac. | Vinstbelopp |
| -- | ----------------- | --------------------------- | --------- | ------------------ | ------- | ------- | ----- | ----------- |
| -  | 16 juni 2021      | Kvallopp                    | Caen      | Sébastien Guarato  | 1.17,6a | 2 140 m | gdk   | 0 euro      |
| 1  | 15 september 2021 | Prix un Singe en Hiver      | Reims     | Franck Nivard      | 1.17,9a | 2550 m  | 4     | 1 040 euro  |
| 2  | 11 november 2021  | Prix Jean Raoul Deshayes    | Craignes  | Sébastien Guarato  | 1.18,1a | 2 700 m | 1     | 4 950 euro  |
| 3  | 28 november 2021  | Prix d'Alsace               | Lyon      | Sébastien Guarato  | 1.19,3a | 2 100 m | 2     | 3 000 euro  |
| 4  | 5 januari 2022    | Prix de Bonneuil            | Vincennes | Alexandre Abrivard | 1.17,1a | 2 850 m | 6     | 640 euro    |
| 5  | 22 mars 2022      | Prix du Pont de la Concorde | Enghien   | Romain Hue         | 1.16,1a | 2 875 m | 3     | 5 460 euro  |
| 6  | 5 april 2022      | Prix Beatrix                | Vincennes | Romain Hue         | 1.16,1a | 2 850 m | 2     | 11 000 euro |
| 7  | 16 april 2022     | Prix de Chelles             | Vincennes | Romain Hue         | 1.13,3a | 2 100 m | 3     | 7 140 euro  |
| 8  | 3 maj 2022        | Prix Libussa                | Vincennes | Romain Hue         | 1.13,4a | 2 175 m | 2     | 15 250 euro |
| 9  | 24 maj 2022       | Prix Coronis                | Vincennes | Romain Hue         | 1.14,7a | 2 850 m | 2     | 15 250 euro |
| 10 | 30 juli 2022      | Prix du Roule               | Enghien   | Romain Hue         | 1.14,7a | 2 875 m | 4     | 3 050 euro  |
| 11 | 20 augusti 2022   | Prix Abel Bassigny          | Vincennes | Romain Hue         | 1.12,4a | 2 175 m | 3     | 16 800 euro |
| 12 | 3 september 2022  | Prix Jacques de Vaulogé     | Vincennes | Romain Hue         | 1.14,6a | 2 700 m | 3     | 16 800 euro |
| 13 | 18 september 2022 | Critérium des 3 ans         | Vincennes | Romain Hue         | 1.13,3a | 2 700 m | 2     | 75 000 euro |

## Stamtavla
| Efter Love You     | Coktail Jet    | Quouky Williams | Fakir du Vivier  |
| Efter Love You     | Coktail Jet    | Quouky Williams | Dolly Williams   |
| Efter Love You     | Coktail Jet    | Armbro Glamour  | Super Bowl       |
| Efter Love You     | Coktail Jet    | Armbro Glamour  | Speedy Sug       |
| Efter Love You     | Guilty of Love | And Arifant     | Sharif di Iesolo |
| Efter Love You     | Guilty of Love | And Arifant     | Infante d'Aunou  |
| Efter Love You     | Guilty of Love | Amour d'Aunou   | Speedy Somolli   |
| Efter Love You     | Guilty of Love | Amour d'Aunou   | Nesmile          |
| Undan Roxane Griff | Ténor de Baune | Le Loir         | Chambon P.       |
| Undan Roxane Griff | Ténor de Baune | Le Loir         | Cherie du Loir   |
| Undan Roxane Griff | Ténor de Baune | Colivette       | Pacha Grandchamp |
| Undan Roxane Griff | Ténor de Baune | Colivette       | Olivette J       |
| Undan Roxane Griff | Julia Mesloise | Sancho Panca    | Chambon P.       |
| Undan Roxane Griff | Julia Mesloise | Sancho Panca    | Dulcinee         |
| Undan Roxane Griff | Julia Mesloise | Eva Mesloise    | Noble Atout      |
| Undan Roxane Griff | Julia Mesloise | Eva Mesloise    | Tobole du Vivier |